# Il était une fois Jean-Sébastien Bach
Pour plus de détails, voir Fiche technique et Distribution.
Il était une fois Jean-Sébastien Bach est un film français réalisé par Jean-Louis Guillermou et sorti en 2003.

## Synopsis
Le film est une évocation de la vie de Jean-Sébastien Bach, orphelin à l'âge de 10 ans, ainsi que de ses œuvres.

## Fiche technique
- Réalisation : Jean-Louis Guillermou
- Scénario : Jean-Louis Guillermou
- Photographie : Laurent Fleutot
- Musique : Jean-Sébastien Bach
- Montage : Martine Barraqué
- Durée : 105 minutes
- Dates de sortie: 
  - 13 août 2003 (France)

## Distribution
- Christian Vadim : Jean-Sébastien Bach
- Elena Lenina : Anna Magdalena Bach
- Frédérique Bel : Maria Barbara Bach
- Jean Rochefort : Narrateur
- Cédric Vallet : Jean-Christophe Bach
- Daniel Duault : Le duc de Weimar
- Gwenaël Foucher : Jean-Sébastien Bach enfant
- Alain Floret : Monsieur Buxtehude

## Critiques
Le film n'a pas rencontré un grand succès, l'actrice russe Elena Lenina qui interprète Anna Magdalena Bach étant « plus célèbre pour ses participations aux émissions de télé réalité [...] que pour ses talents d’actrice ».